# Will.i.am
Will.i.am, pseudonimo di William James Adams (Los Angeles, 15 marzo 1975), è un rapper, produttore discografico, personaggio televisivo e doppiatore statunitense, fondatore e produttore dei Black Eyed Peas.
Grazie ai successi ottenuti, ha venduto oltre 90 milioni di copie in tutto il mondo, ricevendo numerosi premi e riconoscimenti, inclusi sette Grammy Award, un Daytime Emmy Award, due Billboard Music Awards, otto American Music Award, due MTV Video Music Awards.
Come solista ha pubblicato quattro album e numerosi singoli di successo, tra cui Scream & Shout con Britney Spears, Hall of Fame con i The Script, 3 Words con Cheryl Cole, ThatPower con Justin Bieber e This Is Love con Eva Simons. Come produttore discografico, Will.i.am ha prodotto altri artisti tra cui Michael Jackson, Kesha, Miley Cyrus, David Guetta, U2, Rihanna, Lady Gaga, Usher, Justin Timberlake e Nicki Minaj.
Dal 2012 fa parte dei coach di The Voice UK e The Voice of Kids UK.

## Biografia

### L'infanzia e gli inizi
Will nasce in un quartiere povero di Los Angeles e viene cresciuto dalla madre Debra Cain, infatti più volte ha dichiarato di non aver mai conosciuto il padre. Proprio la madre lo aiuta a restare fuori dal mondo della droga e della criminalità che caratterizzava il quartiere in cui viveva. Ad aiutarlo anche l'interesse, sin da piccolo, per il mondo del ballo e soprattutto della musica.
Ai tempi del liceo conobbe Allan Pineda Lindo (apl.de.ap) con cui condivideva la passione per l'hip-hop.

### Dagli Atban Klann ai Black Eyed Peas
Nel 1992 Will.i.am (all'epoca con il nickname Will 1X) fonda insieme ad apl.de.ap e Dante Santiago il gruppo Atban Klann firmando con l'etichetta Ruthless Records. Grazie ad Eazy-E il gruppo pubblica la loro prima canzone Merry Muthafuckin' Xmas dell'EP 5150: Home 4 tha Sick del rapper. Il gruppo stava lavorando alla pubblicazione del primo album "Grass Roots", ma dopo la morte di Eazy-E nel 1995 il progetto fu bloccato. Successivamente cambiarono nome in Black Eyed Pods e Dante Santiago fu sostituito da Jaime Gomez (Taboo).
Nel 1997 cambiarono nuovamente nome in Black Eyed Peas e cominciarono a registrare il primo album Behind the Front insieme alla cantante soul Kim Hill, sotto l'etichetta Interscope Records. Il disco ottenne abbastanza successo per far pubblicare un secondo album Bridging the Gap nel 2000. Nello stesso anno lavora al suo primo disco solista Lost Change, colonna sonora dell'omonimo film.

### Il successo con i Black Eyed Peas
Nel 2001 comincia insieme al resto dei Black Eyed Peas a lavorare al terzo disco Elephunk. Intanto la vocalist Kim Hill abbandona il progetto e viene sostituita da Fergie, che diviene membro ufficiale del gruppo.
L'album viene pubblicato nel 2003 e riscuote un successo mondiale grazie a singoli come Where Is the Love? e Shut Up che raggiungono la numero 1 in moltissimi Paesi. Anche i singoli successivi, Hey Mama e Let's Get It Started raggiungono le vette delle classifiche e portano il gruppo ad un tour mondiale.
Durante questo periodo Will.i.am realizza il suo secondo disco solista Must B 21 in cui collabora con John Legend.
Intanto duetta con Sting nella canzone Stolen Car (Take Me Dancing) contenuta nel disco Sacred Love del cantante britannico. Il quarto album dei Black Eyed Peas, Monkey Business viene pubblicato nel 2005 e consacra il gruppo come uno dei più interessanti e di successo degli ultimi anni grazie a canzoni come Don't Phunk with My Heart, Don't Lie e My Humps.

### Collaborazione con Michael Jackson ed altri

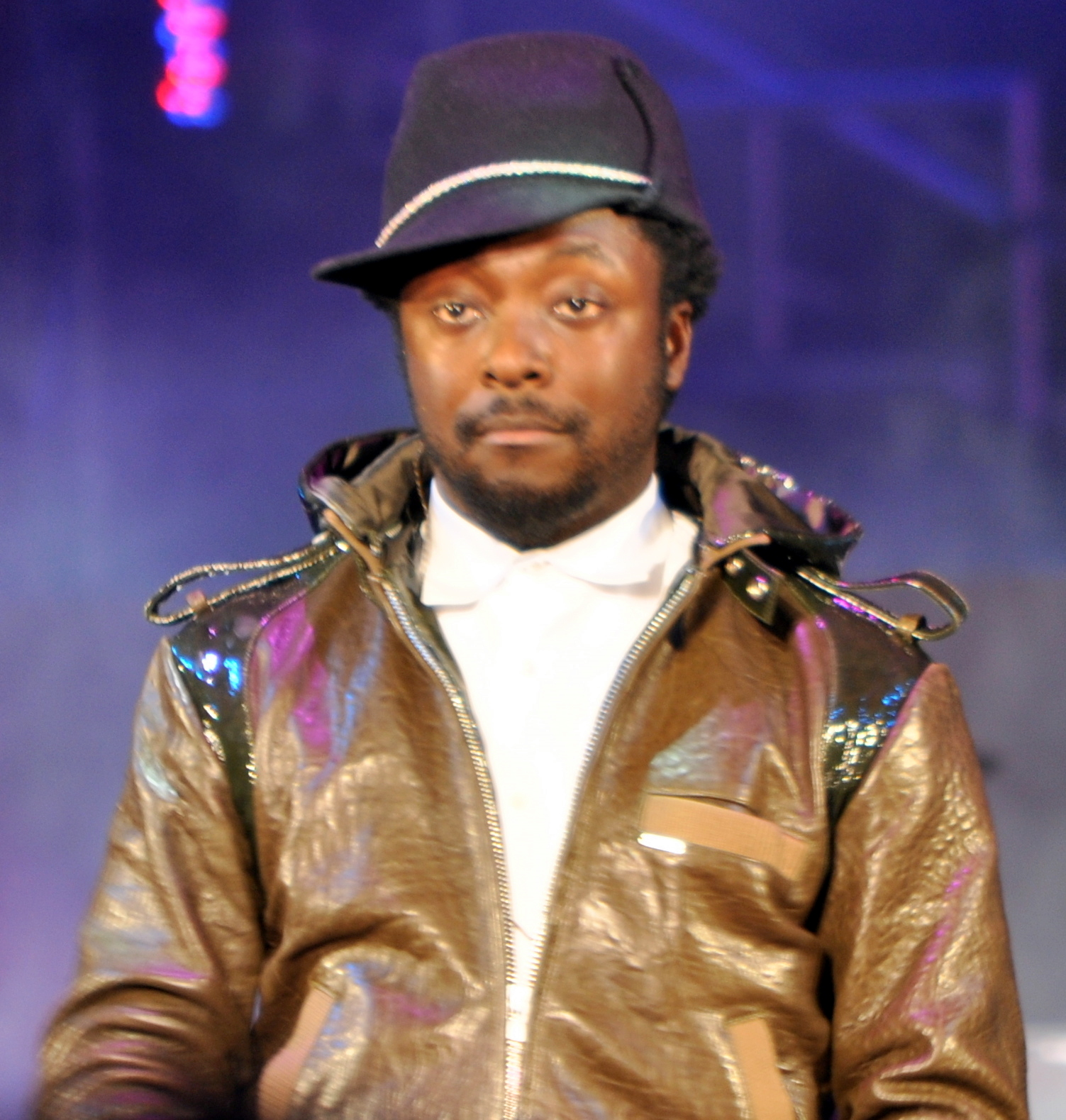
Will.i.am nel 2008

Nel 2006 Will.i.am produce interamente il primo disco solista di Fergie, The Dutchess. Lo stesso anno viene incaricato da Michael Jackson di produrre il suo nuovo album. La collaborazione va avanti fino alla morte di Jackson nel 2009. Will.i.am ha dichiarato che dalla collaborazione nacquero numerose canzoni, ma ribadendo che non ha intenzione di pubblicarle per rispetto del cantante defunto. Inoltre, sempre con Michael Jackson, partecipò anche alla riedizione del disco Thriller, Thriller 25 pubblicato nel 2008, collaborando a due canzoni (i remix dei brani P.Y.T. (Pretty Young Thing) e The Girl Is Mine)
Nel 2007 distribuisce il suo terzo album solista intitolato Songs About Girls, che racconta la vita sentimentale del rapper degli ultimi sette anni. Dal disco vengono estratti singoli di successo come I Got It from My Mama e Heartbreaker.
Nello stesso periodo collabora con Flo Rida producendo e cantando nella canzone In the Ayer, e con Usher nella traccia What's Your Name del disco Here I Stand.
Nel gennaio 2008 Will.i.am realizza un singolo in supporto della campagna elettorale di Barack Obama, Yes We Can.
La canzone è costituita principalmente da un estratto di un discorso del candidato Obama. Al video della canzone parteciparono molte star tra cui Scarlett Johansson, John Legend, Nicole Scherzinger, Kate Walsh e molti altri. La canzone fu premiata con un Emmy Awards nel 2008.
A Yes We Can seguirono altre due canzoni sempre a sostegno di Barack Obama: We Are the Ones e It's a New Day.
Dopo l'elezione di Obama collabora con Seal, Bono Vox, Mary J. Blige e Faith Hill alla canzone America's Song. Il 27 marzo 2008 viene pubblicato il nuovo singolo di Sérgio Mendes intitolato Funky Bahia, tratto dall’ultimo album dell’artista Encanto nella quale presta la sua voce anche Will.i.am, e scritta dallo stesso rapper insieme a Carlinhos Brown: la canzone riscuoterà un discreto successo e sarà molto trasmessa durante tutta l’estate 2008.

### Il ritorno con i Black Eyed Peas

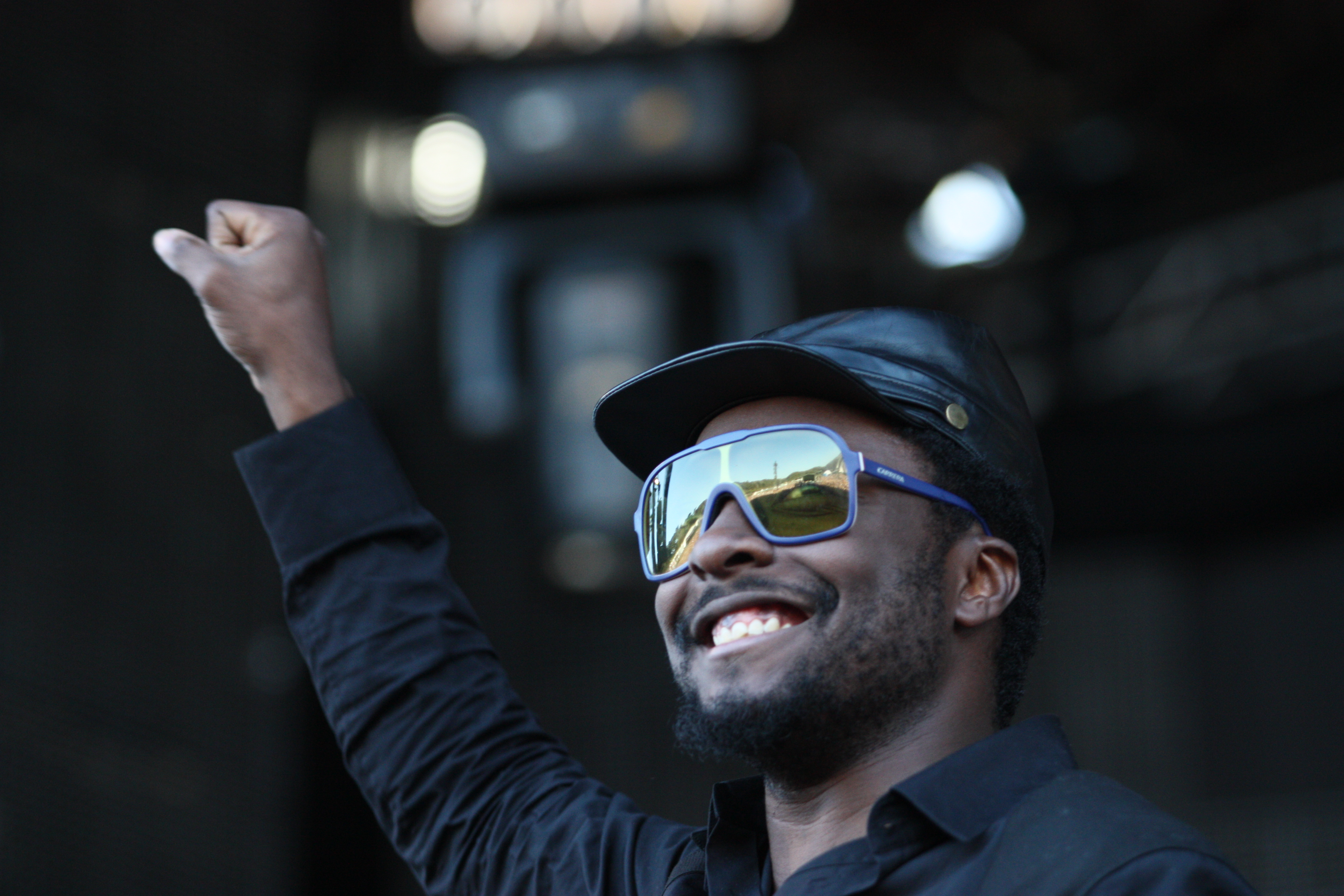
Will.i.am durante un concerto nel 2009

Nel 2009 torna con i Black Eyed Peas per realizzare il quinto album del gruppo The E.N.D., che segna la svolta del quartetto verso sonorità più dance pop. Il disco riscuote un successo planetario coronando i Black Eyed Peas come uno dei gruppi di maggior successo degli ultimi anni, grazie anche al successo dei primi due singoli Boom Boom Pow e I Gotta Feeling
In questo periodo Will.i.am collabora con Akon e Flo Rida per l'album di quest'ultimo R.O.O.T.S., e lavora al disco di debutto di Cheryl Cole, 3 Words. Duetta con Rihanna nella traccia Photographs di Rated R. Scrive e produce il singolo OMG di Usher e collabora con Britney Spears nella canzone Big Fat Bass. Nel 2010 viene pubblicato il singolo I'm in the House di Steve Aoki, a cui will.i.am partecipa vocalmente con lo pseudonimo Zuper Blahq. Duetta con la rapper Nicki Minaj nel singolo Check It Out.
Nel 2011, sulla scia del fortunato The E.N.D, i Black Eyed Peas pubblicano The Beginning, sesto album del gruppo. Anche questo disco scala le classifiche e conferma il grande successo della band. Il primo singolo è The Time (Dirty Bit) che campiona il famoso brano (I've Had) The Time of My Life. Fu proprio di will.i.am l'idea di rivisitare in chiave moderna questo grande successo del passato.
Collabora con David Guetta in Nothing Really Matters contenuta nel disco Nothing but the Beat, e con gli LMFAO (composto da Redfoo e SkyBlu) in Best Night di Sorry for Party Rocking.

### #willpower

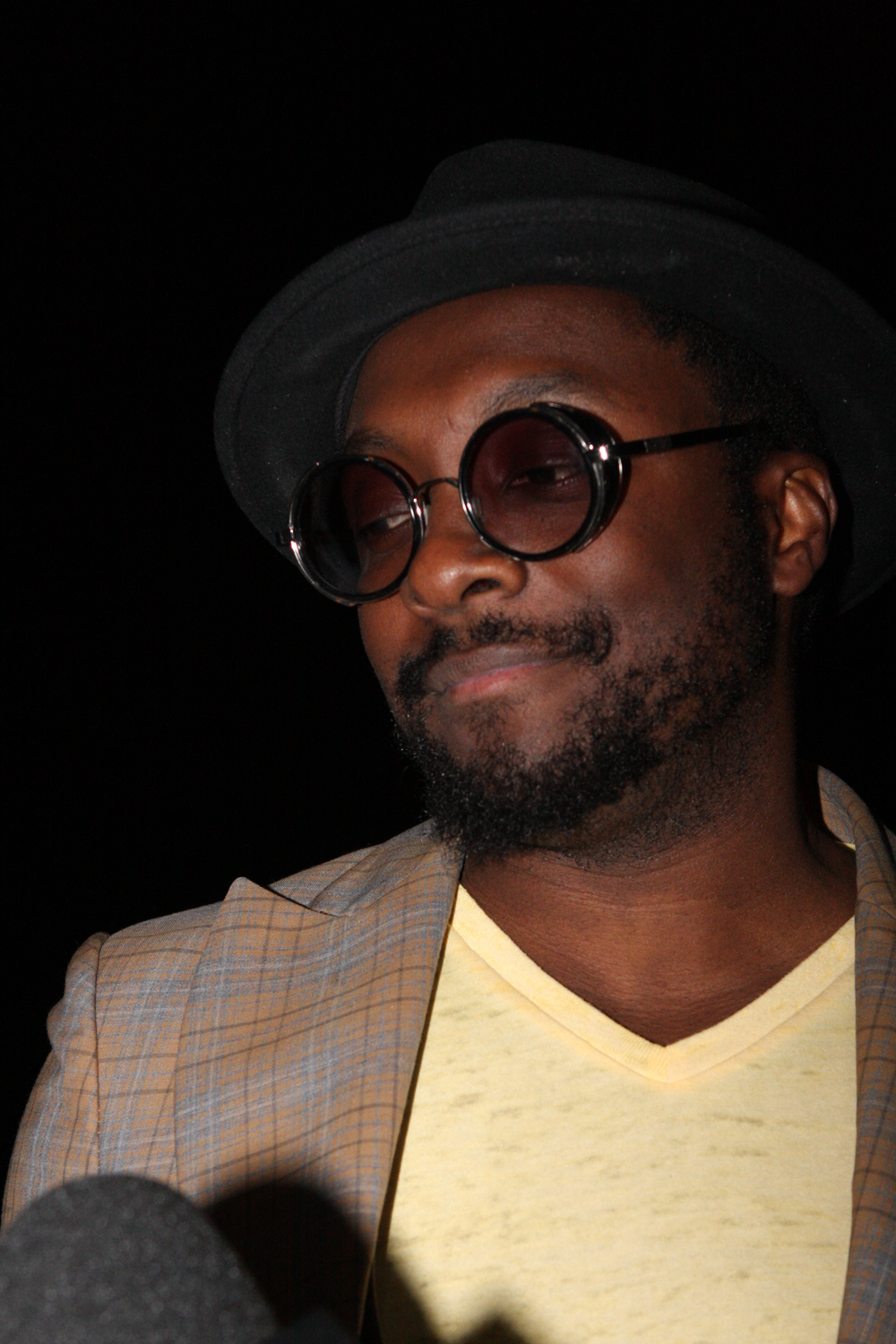
Will.i.am nel 2012

Nel 2011 Fergie dichiara che Will.i.am sta lavorando ad un nuovo disco solista e che si intitolerà Black Einstein.
Il brano che anticipa l'uscita del disco è T.H.E. (The Hardest Ever) (che poi non verrà incluso nella tracklist) che conta la collaborazione di Jennifer Lopez e Mick Jagger.
Un'altra canzone, Great Times, viene pubblicata solo per il mercato sudamericano e coreano.
Nel 2012 will.i.am viene ingaggiato come giudice nel talent show The Voice UK insieme a Tom Jones, Jessie J e Danny O'Donoghue.
Collabora con la NASA realizzando il brano Reach for the Stars che diventa la prima canzone nella storia ad essere trasmessa sul pianeta Marte.
Duetta nella canzone Hall Of Fame dei The Script che ottiene un grande successo in tutto il mondo.
Nel 2012 dichiara che il suo prossimo progetto solista non si intitolerà Black Einstein ma #willpower.
Il primo singolo ufficiale estratto dall'album è This Is Love cantato con Eva Simons e prodotto dagli Swedish House Mafia. La canzone è stata cantata durante il concerto per i festeggiamenti del Giubileo di diamante della regina Elisabetta II, in questa occasione insieme a Jessie J.
Il secondo singolo è Scream & Shout in duetto con Britney Spears. La canzone ottiene un successo mondiale e raggiunge le vette delle classifiche in molti Paesi, diventando la hit di maggiore successo di will.i.am. Il brano viene scelto come tema musicale della pubblicità delle cuffie Beats.
In seguito al grande successo di Scream & Shout, Will.i.am incide un remix della canzone con Lil Wayne, Diddy, Waka Flocka e Britney Spears.
Come terzo singolo viene scelta la canzone #thatPOWER in duetto con Justin Bieber. 
Il 23 aprile 2013 viene pubblicato il quarto disco solista di will.i.am, #willpower, che conta collaborazioni con Nicole Scherzinger, Chris Brown, Miley Cyrus e le 2NE1.
Collabora con Kesha nel brano Crazy Kids del disco della cantante Warrior, e al brano Something Really Bad di Dizzee Rascal.
Nel 2013 ha presentato al Comic Con di New York il fumetto Wizards & Robots realizzato insieme a Brian David Johnson.

### Altra musica da solista, ritorno coi Black Eyed Peas
Nel 2014 Will.I.Am collabora ancora una volta con Britney Spears nel brano It Should Be Easy nella doppia veste di interprete e autore. Nei mesi successivi collabora con Cody Wise nel brano It's My Birthday, a cui fa seguito nel 2016 la collaborazione con Pia Mia in Boys & Girls. A partire dal 2017, Will.I.Am ritorna insieme ai Black Eyed Peas: il gruppo ritorna in scena sotto forma di trio, senza Fergie. In seguito a una performance durante la finale della Champions League dello stesso anno e il lancio di vari singoli R&B pubblicati fra 2017 e 2018, il gruppo inizia a dedicarsi alla musica latina a partire dal 2019, realizzando collaborazioni con artisti come J. Balvin, Maluma e Shakira. In seguito al successo di alcuni dei singoli pubblicati, in particolar modo da Ritmo con J. Balvin per la colonna sonora del film Bad Boys for Life, nel 2020 il gruppo pubblica l'album Translation, un progetto costituito principalmente da brani latini in collaborazione con altri artisti.
Nel 2023 compare nel documentario Thriller 40, diretto da Nelson George, che celebra il 40º anniversario dell'album di Michael Jackson.

## Produzioni
Will.i.am, oltre ad essere famoso come leader dei Black Eyed Peas, lo è anche per aver prodotto dischi di numerosi artisti tra cui Michael Jackson, Fergie, Sérgio Mendes, Whitney Houston, Mary J. Blige, Britney Spears, Usher, U2, John Legend, Flo Rida, Nicole Scherzinger, David Guetta, Sting, Cheryl Cole, Miley Cyrus e Wiz Khalifa.
Nel 2010 Will.i.am ha partecipato insieme a tantissimi altri artisti alla registrazione della canzone We Are the World 25 for Haiti per aiutare economicamente la popolazione di Haiti colpita dal terremoto. Ha cantato Wavin' Flag con K'naan (musica di David Guetta) che divenne la colonna sonora del Mondiali di Calcio 2010 in Sudafrica.
Nel 2011 alla sua lunga lista di produzioni si aggiunge il nuovo album degli U2, No Line on the Horizon, due canzoni per l'album Femme Fatale di Britney Spears e una per l'album Nothing but the Beat di David Guetta.
Nel 2013 viene scelto da Britney Spears come produttore esecutivo del suo ottavo album Britney Jean.
Nello stesso anno produce, insieme a David Guetta, Fashion!, una canzone per il quarto album di Lady Gaga, Artpop.

## Tecnologia e innovazione
Nel 2012 ebbe la nomina dalla multinazionale Intel Corporation a direttore creativo.
Ha fondato la iam+ realizzando un tecnologico accessorio per iPhone. Si tratta di una cover dotata di fotocamera (con obiettivo intercambiabile) e mini-tastiera.
Nell'agosto 2012 will.i.am entra nella storia. Il rover NASA Curiosity in missione su Marte, invia dal pianeta rosso alla terra una canzone del rapper. La canzone, intitolata Reach for the Stars è scritta appositamente per l'esperimento, è la prima ad essere stata inviata da un altro pianeta al nostro. L'evento è nato in collaborazione ad un progetto promosso da will.i.am per avvicinare i giovani allo studio della scienza. Reach For The Stars è diventata così anche la seconda canzone ad essere trasmessa nello spazio, dopo Across The Universe dei Beatles.
Nel 2014 viene ingaggiato come direttore creativo dalla 3D System, azienda numero uno nel mercato delle stampanti tridimensionali.

## Filantropia e controversie
Essendo cresciuto in condizioni di povertà Will.i.am si è sempre impegnato nella beneficenza. Ha realizzato, insieme ad altri personaggi del mondo dello spettacolo, la campagna benefica In My Name proposta per far conoscere a tutti il grave disagio della povertà.
Nel 2009 ha fondato la i.am.angel foundation per sostenere i bisognosi. Da questa associazione sono nate la i.am.home con cui si aiutano le famiglie povere a trovare una casa, e la i.am.scholarship grazie alla quale i ragazzi svantaggiati trovano il sostegno economico per andare a scuola. Appassionato di tecnologia e innovazione will.i.am ha creato la i.am.College Track per aiutare gli studenti negli studi della matematica, l'ingegneria, la scienza e l'arte.
Il rapper è da sempre sostenitore dei diritti della comunità LGBT, affermando in più occasioni che «Le persone dovrebbero potersi sposare e stare con chi vogliono, e concentriamoci sui veri problemi... che sono l'educazione, la salute e le motivazioni per cui muoiono esseri umani».
Nel 2016 sostiene la candidata alla Presidenza degli Stati Uniti d'America del Partito Democratico, Hillary Clinton, producendo il singolo GRAB'm by the PU$$Y, insieme a Apl.de.ap e Liane V. Nel video del brano, rilasciato sul canale YouTube di Funny or Die, i cantanti vestono i panni del candidato Donald Trump, deridendo i suoi comportamenti. Alla fine del video Will.i.am dichiara:«Donald Trump non ha l'aspetto del presidente degli Stati Uniti d'America, né dovrebbe esserlo. [...] Se questo fosse un programma televisivo, forse lo guarderei, sarebbe piuttosto divertente, [...] ma questa è la vita reale con problemi reali».
Nel 2020 si schiera a favore del movimento Black Lives Matter.

## Cinema

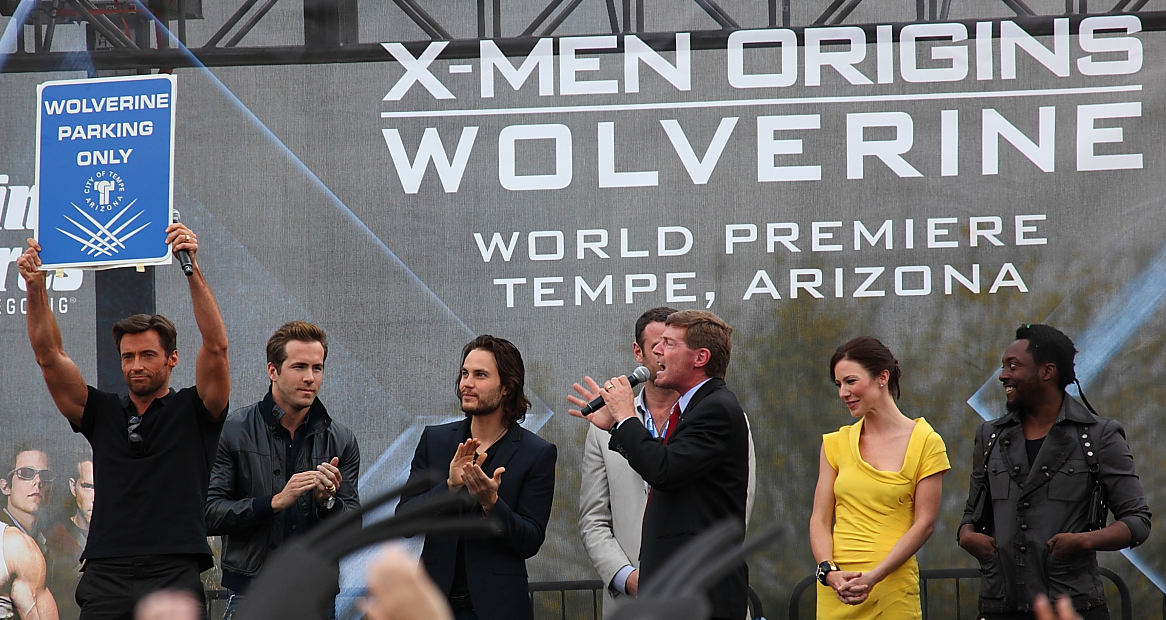
Will.i.am (ultimo a destra) alla prima di X-Men le origini - Wolverine (2009) con altri componenti del cast (da sinistra, Hugh Jackman, Ryan Reynolds, Taylor Kitsch, Liev Schreiber, Hugh Hallman e Lynn Collins)

Nel 2009 Will.i.am ha debuttato come attore nel film X-Men le origini - Wolverine facendo la parte di John Wraith, un mutante che ha il potere di teletrasportarsi a decine di metri di distanza. Inoltre ha interpretato il ruolo di sé stesso nel film Be Cool con John Travolta e Uma Thurman. Per la televisione ha fatto una comparsa nel telefilm Joan of Arcadia, un cameo in Las Vegas e nel 19' episodio della prima stagione di The Rookie. Ha prestato la sua voce per i film di animazione Madagascar 2, Arthur e la vendetta di Maltazard,  Rio e Rio 2, e in due episodi nella serie animata The Cleveland Show (in uno degli episodi interpreta se stesso).

## Moda
Prima di fondare i Black Eyed Peas, will.i.am frequentò l'istituto di moda e design di Los Angeles. Nel 2001 cominciò a lavorare alla sua linea d'abbigliamento I.Am che debuttò nel 2005. Will.i.am ha anche realizzato diversi abiti per i Black Eyed Peas.
Nel 2012 crea insieme alla Coca-Cola il marchio EKOCYCLE che realizza capi d'abbigliamento e accessori tecnologici con bottiglie di plastica riciclata.

## Discografia

### Da solista
- 2001 – Lost Change
- 2003 – Must B 21
- 2007 – Songs About Girls
- 2013 – Willpower

### Con i Black Eyed Peas
- 1998 – Behind the Front
- 2000 – Bridging the Gap
- 2003 – Elephunk
- 2005 – Monkey Business
- 2009 – The E.N.D.
- 2010 – The Beginning
- 2018 – Masters of the Sun Vol. 1
- 2020 – Translation

## Filmografia

### Attore

#### Cinema
- X-Men le origini - Wolverine (X-Men Origins: Wolverine), regia di Gavin Hood (2009)
- Notte folle a Manhattan (Date Night), regia di Shawn Levy (2010)

#### Televisione
- Joan of Arcadia - serie TV, episodio 2x16 (2005)
- I signori del rum (Cane) - serie TV, episodio 1x06 (2007)

### Doppiatore

#### Cinema
- Madagascar 2 (Madagascar: Escape 2 Africa), regia di Eric Darnell e Tom McGrath (2008)
- Arthur e la vendetta di Maltazard (Arthur and the Revenge of Maltazard), regia di Luc Besson (2009)
- Rio, regia di Carlos Saldanha (2011)
- Rio 2 - Missione Amazzonia (Rio 2), regia di Carlos Saldanha (2014)

#### Televisione
- The Cleveland Show - serie TV, 6 episodi (2011–2012)
- Le follie di Madagascar (Madly Madagascar), regia di David Soren - film TV (2013)
- The Rookie (serie televisiva) - serie TV, comparsa nell'episodio 19 della prima stagione: "La lista" (2019)
- Thriller 40 - documentario disponibile in streaming, regia di Nelson George

### Programmi televisivi
- American Idol (2009–2012)
- Top Gear (2012)
- The X Factor USA (2012)
- The Voice UK (2012–in corso)
- Dancing with the Stars (2013)
- One Love Manchester (2017)
- The Voice Kids UK (2017–in corso)

## Doppiatori italiani
- Massimo Bitossi in X-Men le origini - Wolverine, Sting, Tra musica e libertà

Da doppiatore è sostituito da:	
- Fabrizio Vidale in Rio e Rio 2 - Missione Amazzonia
- Roberto Pedicini in Madagascar 2
- Francesco Meoni in Arthur e la vendetta di Maltazard